# 12120 Rebeccagrella
12120 Rebeccagrella eller 1999 NQ41 är en asteroid i huvudbältet som upptäcktes den 14 juli 1999 av LINEAR i Socorro County, New Mexico. Den är uppkallad efter Rebecca Grella.
Asteroiden har en diameter på ungefär 3 kilometer.